# Kolos z Maroussi
Kolos z Maroussi (The Colossus of Maroussi) – impresjonistyczna książka podróżnicza Henry'ego Millera z 1941 roku, hymn na cześć piękna Grecji, traktowana jako powieść. Często uważana za jego najlepszy utwór, tak twierdził też autor.
W 1939 roku Miller po 9 latach opuścił Paryż. Ubogi i pragnący się odmłodzić, wybrał się do Grecji na zaproszenie przyjaciela, pisarza Lawrence'a Durrella, mieszkającego na Korfu. Oba Zwrotniki były już opublikowane i znane w kręgach artystycznych. W Grecji spędził 9 miesięcy, w marcu 1940 roku musiał wrócić do USA z powodu wybuchu wojny. Książkę napisał w Nowym Jorku, gdzie czuł się odizolowany pod przymusem, podczas gdy w Grecji tryskał radością życia.
Tytułowy kolos to George Katsimbalis, poeta i gawędziarz, choć niektórzy krytycy uważają, że chodzi o samego autora. Odwiedzane miejsca to Ateny, Kreta, Korfu, Poros i Delfy. Samo Marusi to obecnie przedmieście Aten.
Przekład francuski ukazał się w 1958 roku. Polskie wydanie: Czytelnik, 1976.